# الوئیس جنسن
اِلوئیس جنسن (انگلیسی: Elois Jenssen؛ ۵ نوامبر ۱۹۲۲ – ۱۴ فوریهٔ ۲۰۰۴) طراح لباس اهل ایالات متحده آمریکا بود.
او در سال ۱۹۵۱ میلادی، بابت فیلم سامسون و دلیله، برندهٔ جایزه اسکار بهترین طراحی لباس و در سال ۱۹۸۳ میلادی بابت فیلم «ترون»، برندهٔ جایزه ساترن بهترین طراحی لباس شد.